# ラオ・セントラル航空
ラオ・セントラル航空(Lao Central Airlines)は、ラオスの航空会社であった。ラオスの民間資本により設立された初の航空会社である。2014年に運航を停止した。

## 就航路線
2013年5月現在
- ヴィエンチャン - バンコク
- ヴィエンチャン - ルアンパバーン

## 機材

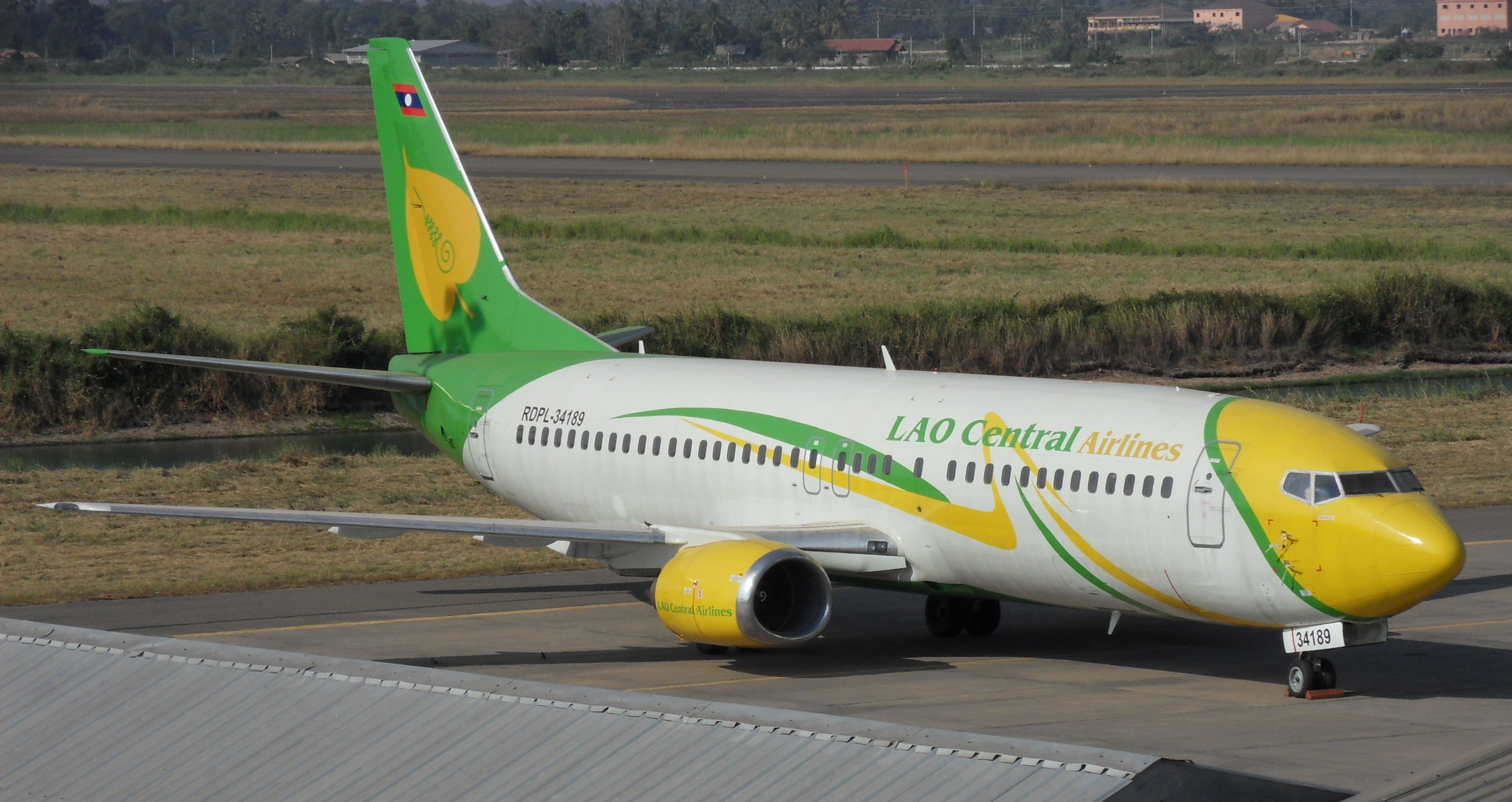
ボーイング737-400

- ボーイング737-400 2機
- スホーイ・スーパージェット100 1機